# 산후조리원 (드라마)
《산후조리원》은 2020년 11월 2일부터 2020년 11월 24일까지 방송된 tvN 월화 드라마이다.

## 기획 의도
회사에서는 최연소 임원, 병원에서는 최고령 산모 현진이 재난 같은 출산과 조난급 산후조리원 적응기를 거치며 조리원 동기들과 함께 성장해 나가는 격정 출산 느와르

## 제작진

### 제작사
- tvN
- (주)래몽래인(성균관 스캔들, 어쩌다 발견한 하루 등 제작)

### 제작
- 허민회
- 김동래

### 연출
- 박수원: 빅 포레스트 등 연출.

### 극본
- 김지수
- 최윤희
- 윤수민

## 등장인물

### 딱풀이네
- 엄지원: 오현진(42세) 역 - 라온의 어머니, 초산. 대기업 상무.

회사에선 최연소 상무! 산후조리원에선 최고령 산모! 올해로 18년 차 직장인. 도윤의 아내.
- 윤박: 김도윤(35세) 역 - 현진의 남편, 앱개발 스타트업 CEO. 훈훈한 외모를 가진 아내 바보, 이 시대 마지막 팔불출.
- 송민재: 8살 딱풀이 역

### 사랑이네
- 박하선: 조은정(33세) 역 - 사랑이 엄마, 경산. 전업주부.

산후조리원의 여왕벌! 프로 전업맘! 미모, 육아 능력, 남편의 사랑까지~ 다 가진 다둥이 맘. 산모계의 이영애.
- 정성일: 이선우 역 - 은정의 남편. 뛰어난 골프 실력과 잘생긴 외모로 이름 좀 날렸던 프로골퍼.

### 요미네
- 최리: 이루다(25세) 역 - 요미 엄마, 초산. 아직 미혼. 속옷쇼핑몰 CEO. 본명 이숙분

산후조리원을 흔들어 놓은 희대의 문제맘! 화려한 머리, 스타일리시한 타투를 한 채 조리원에 등장한 어린 산모. 우석의 연인. 혜숙의 며느리.

### 세레니티 조리원 사람들
- 장혜진: 최혜숙(55세) 역 - 산후조리원 원장, 세레니티 산후조리원의 어머니이자 신생아들의 대통령! 자지러지게 우는 아기도 순식간에 잠재우는 신비한 능력의 소유자. 우석의 어머니. 루다의 시어머니.
- 최수민: 안희남(60세) 역 - 간호사, 안 선생님. 세레니티 조리원의 베테랑 간호사.
- 미상: 강은미(45세) 역 - 간호사, 강 선생님. 신생아실 안 선생님의 메이트 간호사.
- 남윤수: 하경훈(27세) 역 - 큰 키, 해맑은 웃음, 움푹 파인 보조개가 매력적인 전 해피 택배의 기사. 세레니티 조리원의 아이돌.

### 세레니티 조리원 산모들
- 임화영: 박윤지(31세) 역 - 죽은 쑥쑥이 엄마, 초산. 전직 유치원 교사. 조리원의 소식을 꿰뚫고 있는 산모계의 TMI 마스터.
- 최자혜: 전유림(36세) 역 - 열무 엄마, 초산. 서울대 교수. 엘리트 코스를 밟아온 서울대 출신 교수 초보맘.
- 김윤정: 이시원(33세) 역 - 까꿍이 엄마, 경산. 전업주부. 프로 전업맘을 꿈꾸는 귀여운 푼수맘.

### 올리블리 직원들
- 김민철: 김민수(29세) 역 - 현진의 부하직원, 현진의 후배직원이자 올리블리 상품기획팀 팀장.
- 소주연: 알렉스 최(38세) 역 - 올리블리 이사, 현진의 회사 '올리블리' 새로 온 이사. 미국에서 스카웃 되어 올 만큼 짱짱한 실력을 겸비. 현진이 출산으로 잠깐 자리를 비운 사이 현진의 빈자리를 대신 채우며 회사의 인정을 받는 모양이지만 현진에겐 상무 자리를 위협하는 최고 빌런.

### 그 외 인물
- 손숙 : 김남례(73세) 역 - 현진의 어머니, 도윤의 장모.
- 이준혁 : 양준석(48세) 역 - 다둥이 아빠, 베테랑 다둥이 아빠로 조리원에서 만난 도윤의 정신적 지주가 된다.
- 배우희: 유희원(28세) 역 - 도윤의 회사직원, 항상 피곤한 얼굴에 추레한 차림이지만 맘만 먹고 꾸미면 여신이 되는 반전 미모의 소유자.
- 미상: 임문식(29세) 역 - 도윤의 회사직원, 너드의 정석. 별 볼 일 없어 보이지만 실은 이공계 명문대 출신의 유능하고 똑똑한 인재.
- 박야성: 박대표 역 - 효린의 소속사 대표.
- 무진성: 우석 역 - 혜숙의 아들, 루다의 연인. 요미의 아빠.
- 배유리: 현진의 동생 역
- 김혜원: 매거진 기자 역
- 정시율: 하진 역
- 문재원 : 윤지의 남편 역 - 쑥쑥이의 아빠

### 특별출연
- 박시연: 한효린 역 - 제리 엄마. 초산. 톱스타 산모. 세레니티 조리원 VIP실 비밀의 그녀
- 정문성: 현진의 분만을 돕는 산부인과 전문 레지던트 역
- 강홍석: 저승사자 역
- 김재화: 변영미 역 - 시터계의 복룡
- 정상훈 : 정상훈 역 - 작명가
- 차태현 : 차태현 역 - 안희남의 아들

## 시청률
최저 시청률과 최고 시청률은 시청률 조사회사와 지역별로 시청률에 차이가 있을 수 있습니다.
| 2020년      | 2020년      | 2020년         | 2020년         | 2020년       | 2020년 |
| 회차        | 방송일      | TNmS 시청률    | AGB 시청률     | AGB 시청률   |        |
| 회차        | 방송일      | 대한민국(전국) | 대한민국(전국) | 서울(수도권) |        |
| ----------- | ----------- | -------------- | -------------- | ------------ | ------ |
| 제1회       | 11월 2일    | %              | 4.186%         | 4.040%       |        |
| 제2회       | 11월 3일    | %              | 4.044%         | 4.779%       |        |
| 제3회       | 11월 9일    | %              | 3.031%         | 3.289%       |        |
| 제4회       | 11월 10일   | %              | 3.343%         | 3.509%       |        |
| 제5회       | 11월 16일   | %              | 3.293%         | 3.391%       |        |
| 제6회       | 11월 17일   | %              | 3.773%         | 3.978%       |        |
| 제7회       | 11월 23일   | %              | 3.627%         | 4.335%       |        |
| 제8회       | 11월 24일   | %              | 4.223%         | 4.830%       |        |
| 평균 시청률 | 평균 시청률 | %              | 3.690%         | 4.019%       |        |

## 수상 및 후보
| 연도 | 시상식              | 부문                     | 수상자(작) | 결과 |
| ---- | ------------------- | ------------------------ | ---------- | ---- |
| 2021 | 제57회 백상예술대상 | TV부문 여자 최우수연기상 | 엄지원     | 후보 |
| 2021 | 제57회 백상예술대상 | TV부문 여자 조연상       | 박하선     | 후보 |

## 같이 보기
- 대한민국의 텔레비전 드라마 목록 (ㅅ)
- 2020년 대한민국의 텔레비전 드라마 목록